# 唐世涵
唐世涵，字育承，浙江乌程县（今浙江湖州市）人，明朝政治人物。

## 生平
萬曆四十年（1612年）壬子科浙江鄉試第六十名舉人，萬曆四十七年（1619年）己未科進士。天啟五年（1625年）任崇明县知县，任內重建崇明學宮。改藁城知县，入为大理评事，升刑部主事，晋郎中。崇祯间官福建汀州府知府，以城垣卑薄，设法增筑，创宝珠门瓮城，移慈济阁为戍楼。又捐俸造万安、济川二桥以利涉，民立祠祀之。